# Helconichia
Helconichia är ett släkte av steklar. Helconichia ingår i familjen bracksteklar.
Kladogram enligt Catalogue of Life:
| Helconichia | \| \| Helconichia areolata \| \| \| \| \| \| Helconichia brenesi \| \| \| \| \| \| Helconichia reina \| \| \| \| \| \| Helconichia sarria \| \| \| \| \| \| Helconichia trichiops \| \| \| \| \| \| Helconichia trichopteryx \| \| \| \| |
|             | \| \| Helconichia areolata \| \| \| \| \| \| Helconichia brenesi \| \| \| \| \| \| Helconichia reina \| \| \| \| \| \| Helconichia sarria \| \| \| \| \| \| Helconichia trichiops \| \| \| \| \| \| Helconichia trichopteryx \| \| \| \| |
|             | Helconichia areolata |
|             | |
|             | Helconichia brenesi |
|             | |
|             | Helconichia reina |
|             | |
|             | Helconichia sarria |
|             | |
|             | Helconichia trichiops |
|             | |
|             | Helconichia trichopteryx |
|             | |